# TT Isla de Man de 1957
El TT Isla de Man de 1957 fue la segunda prueba de la temporada 1957 del Campeonato Mundial de Motociclismo. El Gran Premio se disputó del 3 al 7 de junio de 1957 en el circuito de Snaefell Mountain Course.

## Resultados TT Senior 500cc
Las grandes marcas italianas dejaron a sus estrellas italianas en casa: Umberto Masetti (MV Agusta), Alfredo Milani y el ganador de la primera carrera Libero Liberati (Gilera) no tomaron la salida. También el piloto de Gilera Geoff Duke aún no se había curado de sus lesiones y lo sustituyó Bob Brown. Bob McIntyre ganó la carrera por delante de John Surtees y Bob Brown. Con motivo del aniversario, esta fue la carrera TT más larga de la historia: 486 km, lo que llevó a los pilotos estuvieran más de tres horas en la carretera. En esta carrera hay que lamentar la muerte del piloto británico Charlie Salt. 
.
| Pos.    | Piloto         | Equipo     | Tiempo    | Puntos |
| ------- | -------------- | ---------- | --------- | ------ |
| 1       | Bob McIntyre   | Gilera     | 3:02"57'0 | 8      |
| 2       | John Surtees   | MV Agusta  | 3:05"04'2 | 6      |
| 3       | Bob Brown      | Gilera     | 3:09"02'0 | 4      |
| 4       | Dickie Dale    | Moto Guzzi | 3:10"52'4 | 3      |
| 5       | Keith Campbell | Moto Guzzi | 3:14"10'2 | 2      |
| 6       | Alan Trow      | Norton     | 3:15"17'0 | 1      |
| 7       | Alistair King  | Norton     | 3:16"16'0 |        |
| 8       | Peter Murphy   | Matchless  | 3:16"47'6 |        |
| 9       | Jimmy Buchan   | Norton     | 3:17"50'6 |        |
| 10      | Roger Barker   | Norton     | 3:19"29'0 |        |
| 11      | Bernard Codd   | Norton     | 3:20"42'0 |        |
| 12      | Frank Fox      | Norton     | 3:20"59'0 |        |
| 13      | Keith Bryen    | Matchless  | 3:21"14'0 |        |
| 14      | Peter Davey    | Norton     | 3:22"15'6 |        |
| 15      | George Catlin  | Norton     | 3:22"24'8 |        |
| 16      | Derek Minter   | Norton     | 3:23"02'8 |        |
| 17      | George Costain | Norton     | 3:24"45'2 |        |
| 18      | Ken Tostevin   | Norton     | 3:25"25'0 |        |
| 19      | John Denton    | Norton     | 3:25"33'4 |        |
| 20      | John Anderson  | Norton     | 3:26"15'6 |        |
| 23      | Arthur Wheeler | Moto Guzzi | 3:28"20'4 |        |
| Ret     | Eric Hinton    | Norton     | Ret       |        |
| Ret     | Walter Zeller  | BMW        | Ret       |        |
| Ret     | Charlie Salt   | BSA        | Val (†)   |        |
| Ret     | Dave Chadwick  | Norton     | Ret       |        |
| Ret     | Jack Brett     | Norton     | Ret       |        |
| Ret     | Ralph Rensen   | Norton     | Ret       |        |
| Ret     | John Hempleman | Norton     | Ret       |        |
| Fuente: |                |            |           |        |

## Resultados Junior 350cc
El Junior TT abrió el certamen y Bob McIntyre inmediatamente marcó la pauta al llevar a su Gilera 350 4C al primer lugar, con casi cuatro minutos de ventaja respecto a Keith Campbell con su algo anticuada Moto Guzzi Monocilindrica 350. Bob Brown cumplió su papel en Gilera al terminar tercero. John Surtees perdió casi seis minutos respecto al ganador con su MV Agusta 350 4C.

| Pos. | Piloto          | Moto       | Tiempo    | Puntos |
| ---- | --------------- | ---------- | --------- | ------ |
| 1    | Bob McIntyre    | Gilera     | 2:46"50'2 | 8      |
| 2    | Keith Campbell  | Moto Guzzi | 2:50"29'8 | 6      |
| 3    | Bob Brown       | Gilera     | 2:51"38'2 | 4      |
| 4    | John Surtees    | MV Agusta  | 2:52"37'6 | 3      |
| 5    | Eric Hinton     | Norton     | 2:54"50'0 | 2      |
| 6    | Peter Murphy    | AJS        | 2:55"08'4 | 1      |
| 7    | Geoff Tanner    | Norton     | 2:55"37'6 |        |
| 8    | John Clark      | Moto Guzzi | 2:56"08'8 |        |
| 9    | Noel McCutcheon | AJS        | 2:58"22'2 |        |
| 10   | Alan Trow       | Norton     | 2:58"30'2 |        |
| 11   | Denis Christian | AJS        | 2:58"37'8 |        |
| 12   | Dennis Chapman  | Norton     | 3:00"10'8 |        |
| 13   | Keith Bryen     | AJS        | 3:10"14'0 |        |
| 14   | Derek Minter    | Norton     | 3:01"40'6 |        |
| 15   | Frank Fox       | Norton     | 3:04"20'8 |        |
| 16   | George Costain  | Norton     | 3:04"28'2 |        |
| 17   | Jimmy Buchan    | Norton     | 3:04"36'4 |        |
| 18   | Louis Carr      | AJS        | 3:04"38'4 |        |
| 19   | Arthur Wheeler  | Moto Guzzi | 3:04"49'4 |        |
| 20   | Bill Roberton   | Norton     | 3:04"59'0 |        |
| 23   | John Hempleman  | Norton     | 3:06"22'0 |        |
| 24   | Percy Tait      | Norton     | 3:06"23'0 |        |
| 31   | Charlie Salt    | BSA        | 3:10"03'0 |        |
| 53   | Ralph Rensen    | Norton     | 3:31"46'4 |        |
| Ret  | Dave Chadwick   | Velocette  | Ret       |        |
| Ret  | Jack Brett      | Norton     | Ret       |        |
| Ret  | John Hartle     | Norton     | Ret       |        |
| Ret  | Alistair King   | Norton     | Ret       |        |
| Ret  | Dickie Dale     | Moto Guzzi | Ret       |        |

## Resultados Lightweight 250cc
En Lightweight TT, Tarquinio Provini hizo la vuelta más rápida pero se tuvo que retirar. Entonces su compañero de equipo en Mondial Sammy Miller parecía que iba a ganar pero en la última curva cayó y dio una victoria inesperada a Cecil Sandford. Miller pudo levantar su máquina y acabar quinto, detrás de las MV Agusta de Luigi Taveri y Roberto Colombo y la ČZ de František Bartoš.
| Pos. | Piloto            | Mot         | Tiempo    | Puntos |
| ---- | ----------------- | ----------- | --------- | ------ |
| 1    | Cecil Sandford    | Mondial     | 1:25"25'4 | 8      |
| 2    | Luigi Taveri      | MV Agusta   | 1:27"12'4 | 6      |
| 3    | Roberto Colombo   | MV Agusta   | 1:27"21'8 | 4      |
| 4    | František Bartoš  | ČZ          | 1:29"22'4 | 3      |
| 5    | Sammy Miller      | Mondial     | 1:30"47'0 | 2      |
| 6    | Dave Chadwick     | MV Agusta   | 1:32"28'0 | 1      |
| 7    | Jiří Koštír       | ČZ          | 1:33"42'2 |        |
| 8    | Arthur Wheeler    | Moto Guzzi  | 1:33"57'4 |        |
| 9    | Florian Camathias | NSU         | 1:35"27'0 |        |
| 10   | Michael O'Rourke  | MV Agusta   | 1:35"41'8 |        |
| 11   | David Andrews     | NSU         | 1:35"48'0 |        |
| 12   | František Šťastný | Jawa        | 1:36"02'6 |        |
| 13   | John Horne        | NSU         | 1:36"55'6 |        |
| 14   | Jim Baugn         | Moto Guzzi  | 1:37"33'6 |        |
| 15   | Bill Smith        | Velocette   | 1:37"57'6 |        |
| 16   | John Clark        | IFT-Norton  | 1:38"00'2 |        |
| 17   | Fron Purslow      | NSU         | 1:38"48'2 |        |
| 18   | Alan Jones        | LMA-Special | 1:41"23'0 |        |
| 19   | Dudley Edlin      | EMC         | 1:42"13'0 |        |
| 20   | Frank Cope        | Norton      | 1:42"16'0 |        |
| Ret  | Bob Brown         | NSU         | Ret       |        |
| Ret  | Carlo Ubbiali     | MV Agusta   | Ret       |        |
| Ret  | Tarquinio Provini | Mondial     | Ret       |        |
| Ret  | Ralph Rensen      | Velocette   | Ret       |        |

## Ultra-Lightweight 125 cc TT
Tarquinio Provini también marcó la vuelta más rápida en la carrera de 125cc, pero en esta ocasión también logró su primera victoria en el Campeonato del Mundo, por delante de las MV Agusta de Carlo Ubbiali y Luigi Taveri.
| Pos. | Corredor          | Moto      | Tiempo    | Puntos |
| ---- | ----------------- | --------- | --------- | ------ |
| 1    | Tarquinio Provini | Mondial   | 1:27"51'0 | 8      |
| 2    | Carlo Ubbiali     | MV Agusta | 1:28"25'0 | 6      |
| 3    | Luigi Taveri      | MV Agusta | 1:30"37'8 | 4      |
| 4    | Sammy Miller      | Mondial   | 1:30"38'4 | 3      |
| 5    | Cecil Sandford    | Mondial   | 1:30"38'6 | 2      |
| 6    | Roberto Colombo   | MV Agusta | 1:30"53'0 | 1      |
| 7    | František Bartoš  | ČZ        | 1:38"25'4 |        |
| 8    | Michael O'Rourke  | MV Agusta | 1:41"52'2 |        |
| 9    | Dudley Edlin      | MV Agusta | 1:41"54'4 |        |
| 10   | Douglas Allen     | Mondial   | 1:41"57'4 |        |
| 11   | Bill Webster      | MV Agusta | 1:46"01'0 |        |
| 12   | Leonard Tinker    | MV Agusta | 1:47"51'8 |        |
| Ret  | Bill Maddrick     | MV Agusta | Ret       |        |
| Ret  | Frank Cope        | MV Agusta | Ret       |        |
| Ret  | Dave Chadwick     | MV Agusta | Ret       |        |
| Ret  | Arthur Wheeler    | MV Agusta | Ret       |        |